# 5731 Zeus
5731 Zeus este o planetă minoră (asteroid), cu un diametru de 5,231 km, din Asteroid Apollo. A fost descoperită pe 4 noiembrie 1988 la Observatorul Palomar de Carolyn S. Shoemaker și a fost numită după Zeus. 
Obiectul prezintă o orbită caracterizată de o semiaxă mare de 2,263323 UAi, o excentricitate de 0,6538, o înclinație de 11,42359 ° în raport cu ecliptica.